# Toby å

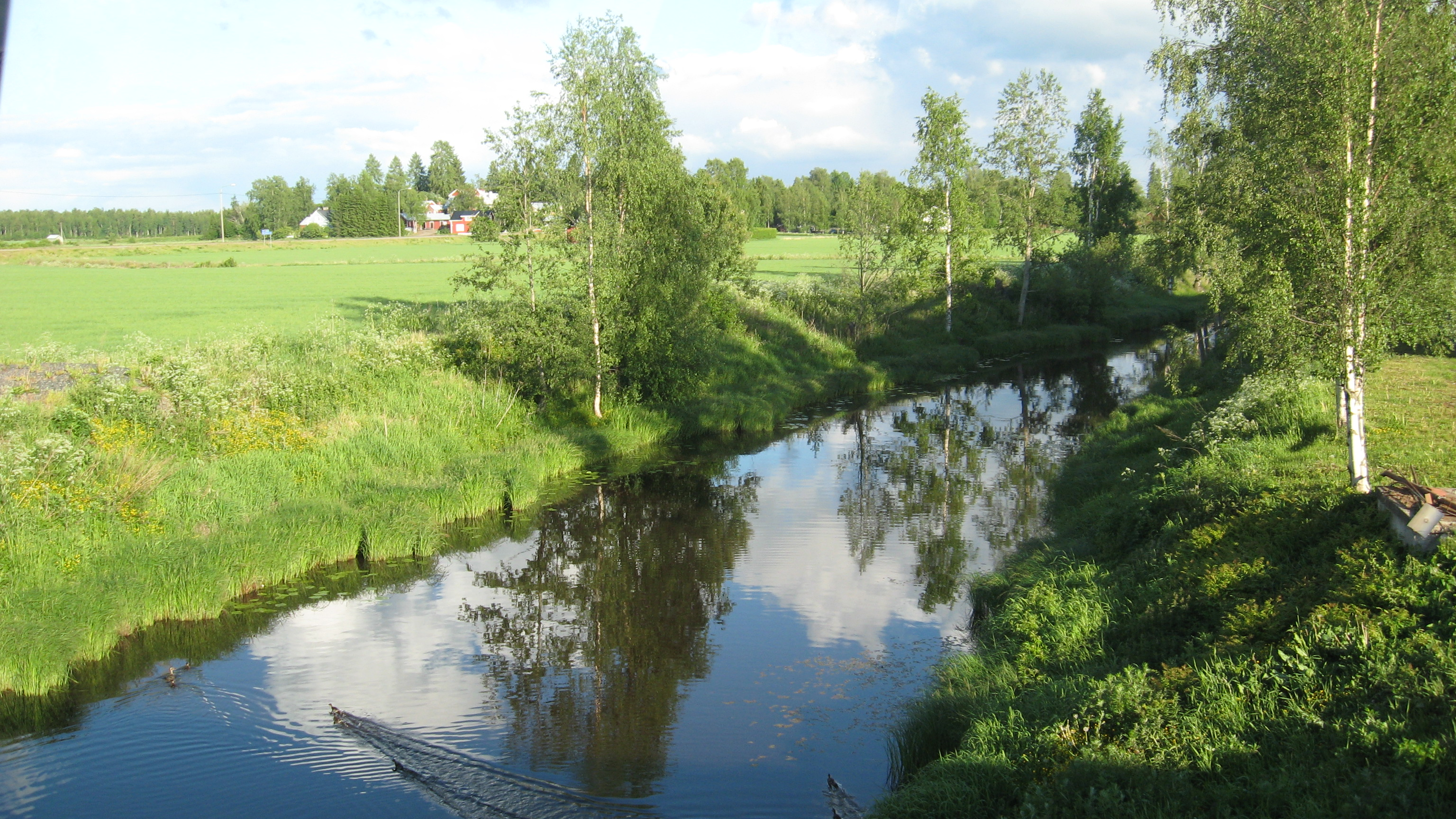
Laihela å

Toby å (i Korsholm och Vasa) eller Laihela å (i Laihela och Storkyro) (finska: Laihianjoki) är en å i Laihela kommun och Korsholms kommun i Österbotten. I dess nedersta lopp utgör den gräns mellan Korsholm och Vasa stad och i dess övre lopp utgör den i en del av sin sträckning gräns mellan Laihela och Storkyro kommun i Södra Österbotten. Ån är utlopp för det huvudavrinningsområde som har nummer 41. Den mynnar i nordligaste Bottenhavet, strax söder om Vasa.